# Pałac pamięci
Pałac pamięci (metoda loci, rzymski pokój, system miejsc, ang. memory palace) – zaawansowany system mnemoniczny, polegający na kojarzeniu obrazów z miejscami w znanym, rzeczywistym lub wyimaginowanym otoczeniu. Korzystając z wyobraźni, można umieścić jakiś mocny wizualnie symbol informacji, którą chcemy zapamiętać, w znanym nam miejscu.

## Historia
Pierwsze wzmianki o praktycznym wykorzystaniu mnemotechniki pochodzą z dzieła Cycerona De oratore. Grecki liryk Symonides z Keos opuszcza ucztę, po czym budynek, w którym się odbywała, ulega zniszczeniu, masakrując ciała biesiadników. Symonides korzystając z mnemotechniki zapamiętał miejsca, w których siedzieli poszczególni biesiadnicy i na tej podstawie zostali oni rozpoznani. Sama mnemotechnika, z której korzystał, opisana została około 85 r. p.n.e. przez anonimowego autora w dziele Ad Herenium.
Specjalną odmianę techniki stosował żyjący w latach 106–43 p.n.e. Metrodorus ze Scepsis, dzieląc Zodiak na 36 sektorów o dziesięciu stopniach każdy.
W średniowieczu, począwszy od XII wieku przez czterysta lat, w Salerno koło Neapolu w słynnej szkole medyków, wykorzystywano mnemotechnikę do zapamiętania 2500 przepisów leczniczych zawartych w wykazie Reguła zdrowia.
W średniowieczu systemem tym interesował się także św. Tomasz z Akwinu, propagując jego stosowanie w ramach swych reguł nabożnego życia i etyki. Jezuici wykorzystywali mnemotechnikę w szerokim zakresie, o czym świadczy Traktat o mnemonice spisany w XVI wieku przez przebywającego w Chinach włoskiego jezuitę Mattea Ricciego. Giordano Bruno wyniósł system do rangi magicznego narzędzia związanego z astrologią, tworząc wyimaginowane koła pamięci, mające odzwierciedlać w jego mniemaniu kręgi niebios. Z indywidualnie opracowanych odmian mnemotechniki korzystali też Albert Wielki czy Ramon Lull.
W Anglii systemu nauczano w wielu szkołach aż do roku 1584, gdy purytańscy reformatorzy zrównali go z czynem bezbożnym.

## Obecność w popkulturze
- Patrick Jane w serialu The Mentalist wspomina o swoim pałacu pamięci, który pomaga mu liczyć karty w kasynie.
- Thomas Harris w powieści Hannibal pokazuje dosadny przykład wykorzystania mnemotechniki przez tytułowego bohatera do odtworzenia adresu Clarice Starling[5].
- Główny bohater serialu kryminalnego Sherlock wielokrotnie korzysta z pałacu pamięci by szukać informacji pomocnych w rozwiązywaniu zagadek oraz zbrodni. Dzięki tej mnemotechnice ma również doskonałą orientację po ulicach Londynu czy liniach podziemnego metra, odtwarzając w głowie mapy tych miejsc.
- W powieści Perfekcyjna niedoskonałość Jacka Dukaja główny bohater, Adam Zamoyski, częściowo odzyskuje utracone wspomnienia poprzez wędrówki w zachowanym w umyśle Pałacu Pamięci.